# Manoel Nunes
Manoel Nunes, más conocido como Neco, (São Paulo, 5 de marzo de 1895-ibídem, 31 de mayo de 1977) fue un jugador de fútbol brasileño, que jugaba de Centrocampista. Con una gran habilidad y tenacidad, fue el primer gran ídolo del Corinthians, a tal punto que fue el primero en recibir una estatua en su honor en los jardines del club (en 1929). Neco es el futbolista que más tiempo ha vestido la camiseta del Corinthians: 17 años.

## Biografía futbolística
Jugando para la Selección de fútbol de Brasil, ganó dos Copas América: en 1919 (siendo goleador del equipo) y en 1922 (siendo goleador del torneo). En el Corinthians, ganó ocho veces el Campeonato Paulista como jugador (1914, 1916, 1922, 1923, 1924, 1928, 1929, 1930, y fue goleador en 1914 y 1920) y una como entrenador (1937).
Neco, además, se enojaba con facilidad, lo que lo introdujo en diversas peleas. Un ejemplo fue su segunda sanción como jugador, que ocurrió por morder a un árbitro, por lo que recibió una sanción de 18 encuentros sin poder jugar. 
Sus inicios datan del tercer equipo del Corinthians, a la edad de 16 años. Luego de participar en diversas divisiones menores, ingresó en el equipo mayor en 1913 (el primer año que el Corinthians participó en competiciones oficiales). En 1915, Corinthians no participó de los torneos oficiales, por problemas políticos y una bancarrota. Por eso, ese año Neco disputó amistosos para el Corinthians y los partidos oficiales para el Mackenzie. Durante ese tiempo, Necro ingresó abruptamente al edificio del club y se peleó con el bibliotecario, porque este le había sacado libros por no pagar el alquiler.
Después de anotar dos goles para Brasil frente a Uruguay en un empate 2:2 válido por la Copa América de 1919, en Río de Janeiro, Neco regresó a su antiguo trabajo como arquitecto en San Pablo, del que fue despedido al poco tiempo por trabajos incompletos.

## Trayectoria

### Como jugador
| Club                   | País   | Año       |
| ---------------------- | ------ | --------- |
| Corinthians            | Brasil | 1913-1930 |
| A.A. Mackenzie College | Brasil | 1915      |

#### Resumen estadístico
|                     | Partidos | Goles | Promedio |
| ------------------- | -------- | ----- | -------- |
| Clubes              | 296      | 235   | 0.79     |
| Selección brasileña | 15       | 8     | 0.54     |
| TOTAL               | 311      | 243   | 0.78     |

### Como entrenador
| Club        | País   | Año       |
| ----------- | ------ | --------- |
| Corinthians | Brasil | 1920      |
| Corinthians | Brasil | 1927      |
| Corinthians | Brasil | 1937-1938 |

## Palmarés

### En Corinthians

#### Como jugador
- Campeonato Paulista (8): 1914, 1916, 1922, 1923, 1924, 1928, 1929 y 1930.[2]

#### Como entrenador
- Campeonato Paulista (1): 1937.

### En Brasil
- Copa América (2): 1919 y 1922.

### Individuales
- Goleador del Campeonato Paulista (2): 1914 y 1920.
- Goleador de la Copa América (1): 1919.